# An injury to one is an injury to all

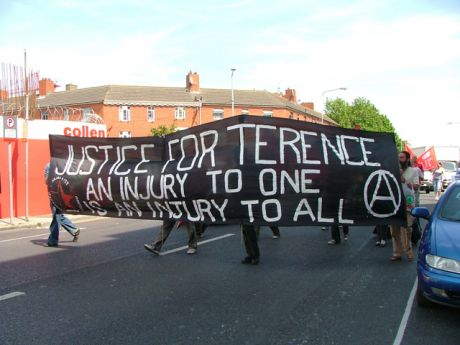
Des manifestants arborent le slogan sur leur banderole

An injury to one is an injury to all ("Une attaque contre un est une attaque contre tous") est un slogan popularisé par le syndicat international Industrial Workers of the World (ou IWW) dont les adhérents sont surnommés Wobblies. Dans son autobiographie, Bill Haywood attribue à David C. Coates la proposition de ce slogan  pour l'IWW. Ce slogan a été depuis utilisé par nombre de syndicats de travailleurs. Il illustre la volonté de l'IWW de rassembler tous les syndicats suivant le concept de "One Big Union" et aussi le fait qu'il syndique tous les travailleurs, qualifiés ou non. Malgré la baisse importante du nombre d'adhérents de l'IWW, le slogan est toujours populaire parmi les Wobblies, ainsi qu'au sein d'autres syndicats.

## Origine
L'expression est similaire et dérive peut-être d'un slogan popularisé auparavant par les Chevaliers du travail : "that is the best government in which an injury to one is the concern of all" ("Le meilleur régime est celui ou une attaque contre un est le souci de tous").